# Lewi Pethrus
Lewi Pethrus (ur. 11 marca 1884 w Vargön, Västergötland  – zm. 4 września 1974 w Sztokholmie) – szwedzki pastor zielonoświątkowy, który odegrał ważną rolę w utworzeniu i rozwoju ruchu zielonoświątkowego w Szwecji.

## Życiorys
Lewi Pethrus urodził się w rodzinie baptystów. W wieku piętnastu lat, po chrzcie wiary, stał się członkiem zboru baptystycznego. Jego ojciec był robotnikiem w fabryce i młody Lewi także podjął pracę robotnika już w czternastym roku życia. Najpierw pracował w Szwecji, później zaś w Norwegii. W 1913, mając 29 lat, ożenił się. Z tego małżeństwa urodziło się dziewięcioro dzieci.
W latach 1902–1904, od 18. do 20. roku życia, działał jako ewangelista w Norwegii i Szwecji. Przez następne dwa lata uczęszczał do Seminarium Teologicznego w Sztokholmie. Później przez pięć lat był pastorem małego zboru baptystycznego, a od 1911 był pastorem zboru Filadelfia w Sztokholmie.
W 1913 wraz ze swoim zborem został wyłączony ze unii baptystycznej za praktykowanie "otwartej komunii", które nadawało zborowi charakter zielonoświątkowy. Po wykluczeniu zboru "Filadelfia" w Sztokholmie także i inne zbory, które doświadczyły przeżyć "zielonoświątkowych", wystąpiły z unii baptystycznej. Nowy ruch, na czele z Pethrusem, osiągał coraz większe rozmiary, chociaż doznawał często różnych sprzeciwów i ataków. Lewi Pethrus miał kontakty ze Smithem Wigglesworthem z Anglii, którego zapraszał do głoszenia Słowa Bożego w Sztokholmie.
Przyczynił się również do powstania takich instytucji jak: Misja Ratowania Osób Uzależnionych (1911), wydawnictwo "Filadelfia" (1912), Szkoła Biblijna (1915), tygodnik "Zwiastun Ewangelii" (1916), szkoła średnia (1942), dziennik "Dagen" (1945), Bank Oszczędności (1952) oraz Radio IBRA (1955). W 1964 zainicjował założenie szwedzkiej Partii Chrześcijańsko-Demokratycznej.
Był autorem licznych publikacji, tłumaczonych w całości lub w części na inne języki. Wiele pieśni jego autorstwa stanowi dzisiaj wspólne dziedzictwo chrześcijańskie nie tylko w Szwecji.
Przez całe swoje życie był zaangażowany w pracę misyjną, szczególnie zaś w ruch zielonoświątkowy w krajach skandynawskich, który miał także wpływ na resztę krajów Europy.